# Droit à la sexualité
Le droit à la sexualité est le droit d'exprimer sa sexualité et d'être libre de toute discrimination fondée sur l'orientation sexuelle. C'est l'un des droits humains et il concerne les hétérosexuels comme les personnes ayant d'autres orientations sexuelles, dont les personnes lesbiennes, gays, bisexuelles et transgenres (LGBT). Le droit à la sexualité, à la santé sexuelle (et donc à l'éducation sexuelle), ainsi qu'à la protection contre toute discrimination en raison de l'orientation sexuelle, mais aussi de tout autre critère, notamment le handicap, est fondé sur l'universalité des droits de l'homme et le caractère inaliénable des droits appartenant à toute personne du fait qu'elle est humaine.
Le droit à la sexualité n'est pas explicitement cité dans le droit international des droits de l'homme mais on le trouve déduit de ce droit universel, dans un certain nombre d'instruments internationaux relatifs aux droits de l'homme, notamment la Déclaration universelle des droits de l'homme, le Pacte international relatif aux droits civils et politiques et le Pacte international relatif aux droits économiques, sociaux et culturels.

## Éléments de définition
Le concept de droit à la sexualité est difficile à définir, car il regroupe plusieurs types de droits relevant du cadre du droit international des droits de l'homme, et qui s'appliquent différemment selon l'âge.
L'orientation sexuelle est définie dans le préambule des principes de Yogyakarta comme "la capacité de chaque personne à éprouver une attirance émotionnelle, affective et sexuelle profonde et des relations intimes et sexuelles avec des personnes d'un sexe différent ou du même sexe ou de plusieurs sexes".
L'absence de discrimination fondée sur l'orientation sexuelle est inscrite dans la Déclaration universelle des droits de l'homme (DUDH) et le Pacte international relatif aux droits civils et politiques (PIDCP).

La DUDH prévoit la non-discrimination à l'article 2, qui stipule que:
Toute personne a droit à tous les droits et libertés énoncés dans la présente Déclaration, sans distinction d'aucune sorte, telle que la race, la couleur, le sexe, la langue, la religion, les opinions politiques ou autres, l'origine nationale ou sociale, la fortune, la naissance ou toute autre situation. En outre, aucune distinction ne sera faite sur la base du statut politique, juridictionnel ou international du pays ou du territoire auquel une personne appartient, qu'il soit indépendant, sous tutelle, non autonome ou soumis à toute autre limitation de souveraineté.
L'orientation sexuelle est présentée dans l'article 2 comme "autre statut" ou alternativement comme relevant du "sexe".

Dans le PIDCP, l'article 2 énonce une disposition similaire pour la non-discrimination :
Chaque État partie au présent Pacte s'engage à respecter et à garantir à tous les individus se trouvant sur son territoire et soumis à sa juridiction les droits reconnus dans le présent Pacte, sans distinction d'aucune sorte, telle que race, couleur, sexe, langue, religion, opinion politique ou autre, origine nationale ou sociale, fortune, naissance ou autre statut.
Dans Toonen c. Australie, le Comité des droits de l'homme des Nations unies (UNHRC) a conclu que la référence au «sexe» dans l'article 2 du PIDCP incluait l'orientation sexuelle, faisant ainsi de l'orientation sexuelle un motif de distinction interdit en ce qui concerne la jouissance des droits en vertu du PIDCP.
Le droit de ne pas être victime de discrimination est le fondement du droit à la sexualité, mais il est étroitement lié à l'exercice et à la protection d'autres droits humains fondamentaux.

## Enjeux
Goerlich, Lauriane [UCL, 2020] rappelle que « pour beaucoup, la sexualité constitue un élément naturel de la vie et ne nécessite pas qu'on se pose la question de sa consécration en droit. Toutefois, force est de constater que tous les individus ne sont pas placés sur un pied d'égalité quand il s'agit de développer et d'exercer la sexualité ». Certaines catégories de la population (prisonniers, handicapés physiques et/ou mentaux, peuvent rencontrer bien plus de difficultés et obstacles que la population générale moyenne pour s'épanouir sexuellement ou pour accomplir des actes paraissant faciles pour les autres. « Faut-il faciliter l'accès à la sexualité pour ces personnes en passant par divers questionnements et interventions législatives ? Faut-il reconnaître et encadrer le droit à la sexualité, dans toutes ses composantes ? » interroge-t-elle.

## Contexte, histoire
- Mariage reconnu
- Autres engagements reconnus
- Mariage à l’étranger reconnu
- Reconnaissance du mariage homosexuel au niveau fédéral, mais pas au niveau des États
- Pas de reconnaissance des couples homosexuels
- Lois restreignant la liberté d’expression et d’association1
- Peine théorique non appliquée en pratique
- Peine d’emprisonnement
- Prison, peine de mort théorique non appliquée
- Peine de mort (Iran, au moin un état du nord du Nigéria, régions du sud de la Somalie, et possiblement Afghanistan)

.

Cartographie des types de législations relatives à l’homosexualité, montrant que les régions et pays d'Afrique et du Moyen-Orient sont juridiquement plus intolérantes vis-à-vis de cette orientation sexuelle
Mariage reconnu
Autres engagements reconnus
Mariage à l’étranger reconnu
Reconnaissance du mariage homosexuel au niveau fédéral, mais pas au niveau des États
Pas de reconnaissance des couples homosexuels
Lois restreignant la liberté d’expression et d’association^{1}
Peine théorique non appliquée en pratique
Peine d’emprisonnement
Prison, peine de mort théorique non appliquée
Peine de mort (Iran, au moin un état du nord du Nigéria, régions du sud de la Somalie, et possiblement Afghanistan)
Les cercles indiquent les zones où un juge local a accordé/refusé des mariages ou imposé la peine de mort dans une juridiction où ce n'est pas autrement la loi et/ou des zones avec une application de la loi au cas par cas.
Certaines juridictions de cette catégorie peuvent également avoir d'autres types de partenariats.
Dans certaines juridictions (ex : Égypte, Irak) l'homosexualité n'est pas officiellement illégale, mais des personnes sont emprisonnées en vertu d'une interprétation large des lois sur la décence ou la moralité ; Au Soudan, le sexe oral est légal, illégal mais le sexe anal peut être jugé illégal (pour les couples homosexuels et hétérosexuels). Les Émirats arabes unis ont une sentence de mort, mais ne sont pas d'accord sur ce à quoi elle est destinée (ne menace pas les relations consensuelles). En Indonésie, l'homosexualité n'est illégale que dans une seule province autonome (Aceh), mais cette information n'était pas encore mise à jour par l'ILGA pour cette cartographie

Les personnes ayant une orientation sexuelle différente de l'orientation dominante (hétérosexualité)  ont souvent été et sont encore souvent victimes de discrimination, constituant des groupes « vulnérables » dans la société.
Les discriminations qu'elles subissent de la part de personnes d'orientations sexuelles différentes comprennent le déni du droit à la vie, du droit au travail et du droit à la vie privée, la non-reconnaissance des relations personnelles et familiales, l'atteinte à la dignité humaine, l'atteinte à la sécurité de la personne, les violations du droit de ne pas être soumis à la torture, la discrimination dans l'accès aux droits économiques, sociaux et culturels, y compris le logement, la santé et l'éducation, et des pressions pour garder le silence et l'invisibilité.
Soixante-dix-huit pays maintiennent des lois qui font des relations sexuelles consensuelles entre adultes de même sexe une infraction pénale, et sept pays (ou des parties de ceux-ci) imposent la peine de mort pour les relations sexuelles consensuelles entre personnes de même sexe (voir carte ci-jointe).
Dans le droit français, le droit à la sexualité n'est officiellement reconnus qu'en 1996 au moment où l'État met en place des mesures gouvernementales de lutte contre le VIH.

### Le droit à une sexualité libre et choisie
Il a longtemps été dénié à certaines catégories de la population (esclaves, domestiques, membre de certaines sectes et clergés, prisonniers, personnes enfermées dans les asiles, les camps de concentration...) et il est associé à des limites d'âge qui ont varié selon les époques et les pays.
Il n'est devenu un sujet de préoccupation internationale que relativement récemment. Avant cela, la réglementation de la sexualité relevait traditionnellement de la compétence de l'État-nation, voire d'une clergé religieux.
Aujourd'hui, de nombreuses organisations non gouvernementales internationales et organisations intergouvernementales sont engagées dans la protection des droits des personnes d'orientation sexuelle diverse, car il est de plus en plus reconnu que la discrimination fondée sur l'orientation sexuelle est répandue et constitue une violation inacceptable des droits de l'homme.

### Sexualité et handicap
L'acceptation d'une vie affective et de la sexualité chez les usagers déficients mentaux ou handicapé physiques dans les institutions a été permise par une rénovation de la psychiatrie asilaire et des droits individuels des personnes institutionnalisées. Dans le monde occidental, cette rénovation est née dans les années 1960 avec Goffman (États-Unis, 1961), Foucault (France, 1961), Cooper (Grande-Bretagne, 1967), Basaglia (Italie, 1968), puis par les mouvements pour les droits civiques et par la libération sexuelle de la fin des années 1960 (mai 1968 en France) et des années 1970 aux États-Unis puis en Europe, alors que les techniques de contrôle des naissances devenaient plus accessibles pour un grand nombre de gens. Selon Tim Greacen (2007) : « Dans les pays anglo-saxons, l’ouverture plus tardive des grosses structures hospitalières vers l’extérieur a généré une politique active en matière d’éducation sexuelle et de prévention du VIH tandis que, en France, le secteur du handicap mental, qui s’était déjà extrait de l’asile et avait créé des petites structures d’accueil associatives, semble ainsi avoir pu échapper en partie au questionnement intensif qui s’est fait à l’étranger ».

## Actes de violence
Les personnes ou groupes LGBT en sont souvent la cible, parmi d'autres crimes motivés par des préjugés et comprennent des meurtres, des enlèvements, des passages à tabac, des viols et des violences psychologiques, y compris des menaces, des contraintes et des privations arbitraires de liberté.
Les exemples et types d'actes de violence contre des personnes d'orientations sexuelles diverses sont trop nombreux pour être pris en compte ici; ils se produisent dans toutes les régions du monde. Les hommes homosexuels ou trans sont plus souvent la cible de telles violences, mais les femmes ne sont pas épargnées non plus. Dans ce contexte, on peut citer l'agression sexuelle et le meurtre de quinze lesbiennes en Thaïlande en mars 2012. Parmi elles, deux couples de lesbiennes ont été tués par des hommes qui s'opposaient à leur relation et qui étaient gênés à la suite de leur incapacité à  convaincre ces femmes d'entamer des relations hétérosexuelles avec eux.
Dans un autre cas qui a eu lieu en Brésil en 2017, une fille lesbienne âgée de 13 ans est tombé victime d'un agressement sexuel après avoir confesser à son éveque ses orientations sexuelles. L'éveque a ensuite procédé à enduire la fille avec une huile en la touchant de manière inappropriée sous pretexte de la guérir de son homosexualité, chose qui l'a laissé traumatisée et en besoin de soins psychologiques.   
Souvent, la violence contre des personnes d'orientations sexuelles émane de la propre famille de la victime. Ainsi, au Zimbabwe, une affaire a mis en évidence le viol multiple d'une lesbienne, organisé par sa propre famille dans le but de la « guérir » de l'homosexualité.
Dans ces cas, comme dans de nombreux autres cas de violence contre des personnes d'orientations sexuelles diverses, les forces de l'ordre de l'État sont complices de violations des droits de l'homme car ne protégeant pas les minorités et/ou ne poursuivant pas les auteurs de ces violations de droits.

## Violation du droit à la vie privée
Le droit à la vie privée est une liberté protégée par la DUDH et le PIDCP ; il reflète le « besoin humain généralisé, sinon universel, de poursuivre certaines activités dans une sphère intime, à l'abri de toute interférences avec l'extérieur. Cette possibilité est fondamentale pour la personnalité." Les activités sexuelles et intimes (masturbation, relations entre deux personnes de même sexe ou de sexes différents, font partie des activités bénéficiant du droit à l'intimité et à la vie privée).
Il a été soutenu avec succès dans un certain nombre de cas, y compris par des décisions de la Cour européenne des droits de l'homme et du CDH, que la criminalisation des relations homosexuelles est une ingérence dans le droit à la vie privée.
À partir de la majorité sexuelle, et durant toute la vie adulte, la liberté de décider de ses propres relations adultes consensuelles, y compris concernant le sexe de cette personne, sans l'ingérence d'autrui et de l'État ou d'une autorité religieuse, est un droit humain fondamental. Interdire les relations entre personnes d'orientations sexuelles diverses est une violation du droit à la sexualité et du droit à la vie privée.

## Liberté d'expression, de réunion et d'association

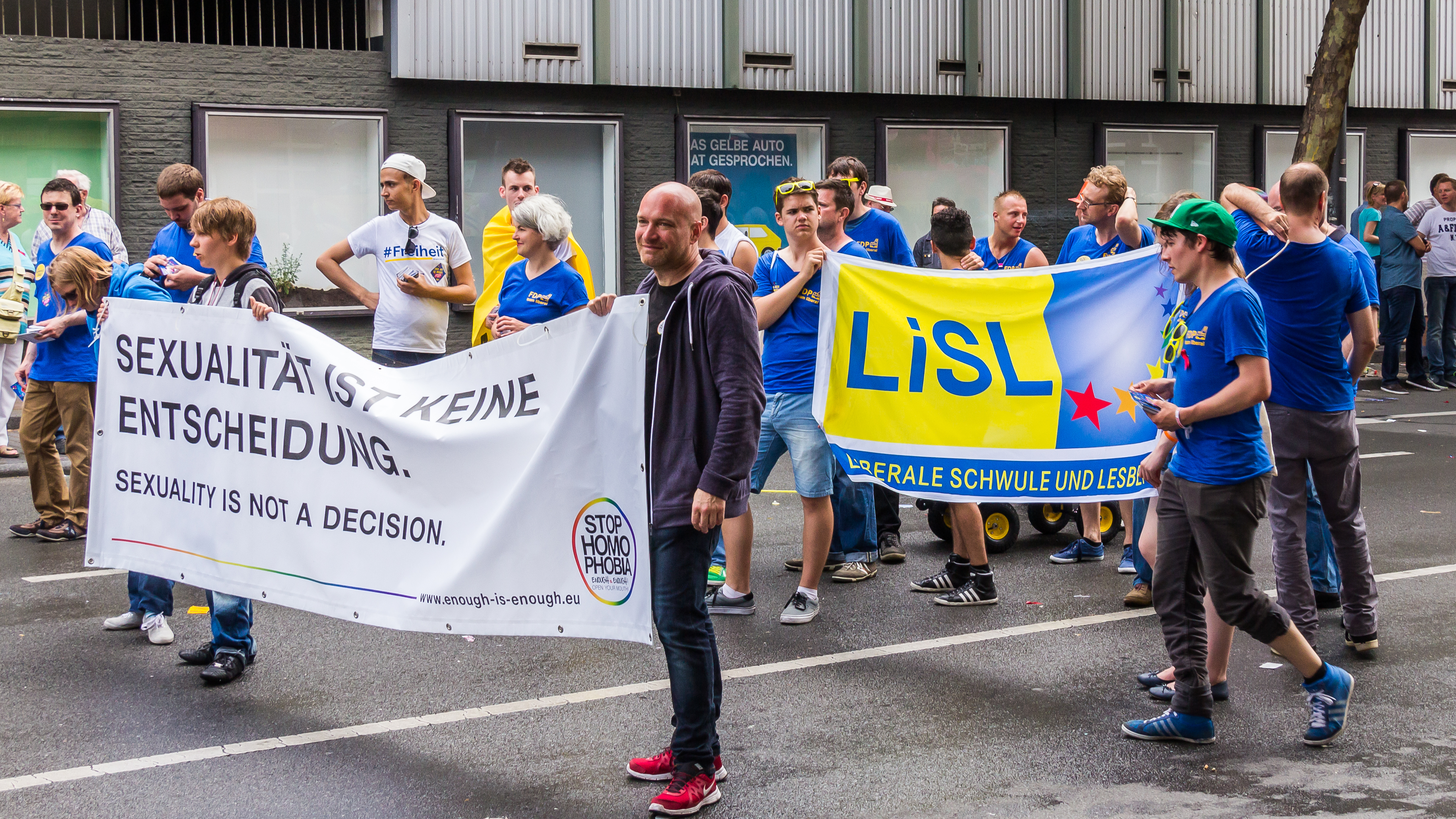
Banderole portant l'inscription "la sexualité n'est pas un choix" (Gay Pride de Cologne en 2014)

Toute personne, en vertu de son autonomie individuelle, est libre de s'exprimer, de se réunir et de s'associer avec d'autres. La liberté d'expression est un droit de l'homme protégé en vertu de l'article 19 de la DUDH et de l'article 19 du PIDCP, tout comme le droit à la liberté de réunion en vertu de l'article 20 de la DUDH et de l'article 21 du PIDCP.
Les personnes LGBT sont souvent discriminées en ce qui concerne leur capacité à défendre et à promouvoir leurs droits. Les marches de la fierté gaie (Gay Pride), les manifestations pacifiques et autres événements promouvant les droits des LGBT sont encore interdits par certains gouvernements d'États.
En Europe en 2011, les marches de la fierté gay ont été interdites en Serbie ; et une autre marche à Moscou a été dispersée par la police (qui a arrêté trente militants des droits des homosexuels).

## Principes de Yogyakarta
En 2005, vingt-neuf experts ont rédigé les Principes de Yogyakarta sur l'application du droit international des droits de l'homme en relation avec l'orientation sexuelle et l'identité de genre.
Ce document visait notamment dresser un état des  violations des droits de l'homme contre les personnes d'orientation sexuelle diverse et contre les personnes transgenres, puis à rappeler le cadre de l'application du droit international des droits de l'homme et la nature des obligations des États à l'égard de ces violations et du droit à une sexualité saine et épanouie.
Les Principes peuvent être globalement classés dans les catégories suivantes :
- Les principes 1 à 3 rappellent l'universalité des droits de l'homme, et leur application à tous.
- Les principes 4 à 11 traitent des droits fondamentaux à la vie, à la protection contre la violence et la torture, à la vie privée, à l'accès à la justice et à la protection contre la détention arbitraire.
- Les principes 12 à 18 énoncent la non-discrimination en matière de droits économiques, sociaux et culturels, y compris l'emploi, le logement, la sécurité sociale, l'éducation et la santé.
- Les principes 19 à 21 soulignent l'importance de la liberté d'expression, d'identité et de sexualité, sans ingérence de l'État, y compris de réunion pacifique.
- Les principes 22 et 23 énoncent le droit de demander l'asile contre la persécution fondée sur l'orientation sexuelle.
- Les principes 24 à 26 énoncent le droit de participer à la vie familiale et culturelle et aux affaires publiques.
- Le Principe 27 énonce le droit de promouvoir et de défendre les droits de l'homme sans discrimination fondée sur l'orientation sexuelle.
- Les principes 28 et 29 soulignent l'importance de tenir pour responsables ceux qui violent les droits de l'homme et d'assurer réparation à ceux qui subissent des violations de leurs droits.

Les Principes de Yogyakarta sont un instrument de soft law et ne sont donc pas contraignants. Mais elle fournit une norme importante pour les États dans leur obligation de protéger les droits des personnes d'orientation sexuelle diverse.

## Les Nations-Unies
Le 17 juin 2011, le Conseil des droits de l'homme des Nations unies, dans une résolution sur « les droits de l'homme, l'orientation sexuelle et l'identité de genre », adoptée par un vote de 23 voix pour, 19 contre et 3 abstentions, a demandé la commission d'une étude pour documenter les lois discriminatoires. et les actes de violence contre des personnes en raison de leur orientation sexuelle et de leur identité de genre.
La résolution de 2011 visait à faire la lumière sur la manière dont les droits humains internationaux pouvaient être utilisés pour prévenir les actes de violence et de discrimination à l'encontre des personnes d'orientations sexuelles diverses.
Le 15 décembre 2011, le premier rapport sur les droits humains des personnes LGBT a été publié par le Haut-Commissariat des Nations Unies aux droits de l'homme.
Pour prévenir le actes dicrimitaoires et de violence, ce rapport fait à l'attention de tous les États membres des Nations unies les recommandations suivantes :
- Enquêter rapidement sur tous les meurtres et incidents graves de violence contre les personnes LGBT signalés, qu'ils aient été perpétrés en privé ou en public, par des acteurs étatiques ou non étatiques, en garantissant la responsabilité de ces violations et la mise en place de mécanismes de signalement pour de tels incidents ;
- Prendre des mesures pour prévenir la torture et d'autres formes de traitements cruels, inhumains ou dégradants, garantir la responsabilité de ces violations et établir des mécanismes de signalement ;
- Abroger les lois qui criminalisent l'homosexualité, les relations sexuelles entre personnes de même sexe, les autres lois pénales qui détiennent des personnes en raison de leur sexualité et abolir la peine de mort pour les infractions impliquant des relations sexuelles consensuelles dans le cadre de relations homosexuelles ;
- Adopter une législation complète contre la discrimination, en veillant à ce que la lutte contre la discrimination fondée sur l'orientation sexuelle figure dans les mandats des organes nationaux des droits de l'homme ;
- Veiller à ce que la liberté d'expression, d'association et de réunion pacifique puisse être exercée en toute sécurité sans discrimination fondée sur l'orientation sexuelle ou l'identité de genre ;
- Mettre en œuvre des programmes de formation appropriés pour le personnel chargé de l'application des lois et soutenir les campagnes d'information publique pour lutter contre l'homophobie et la transphobie auprès du grand public et dans les écoles ;
- Faciliter la reconnaissance juridique du genre préféré des personnes transgenres.

D'autres mesures doivent encore être prises par les Nations unies, bien qu'un projet de déclaration sur l'orientation sexuelle et l'identité de genre ait été présenté à l'Assemblée générale des Nations unies en 2008. Cependant, cette déclaration n'a pas été officiellement adoptée par l'Assemblée générale et reste ouverte aux signataires.